# Rudolf Eckstein
Rudolf Eckstein (1 de enero de 1915-25 de mayo de 1993) fue un deportista alemán que compitió en remo.
Participó en los Juegos Olímpicos de Berlín 1936, obteniendo una medalla de oro en la prueba de cuatro sin timonel. Ganó tres medallas de oro en el Campeonato Europeo de Remo entre los años 1934 y 1938.

## Palmarés internacional
| Juegos Olímpicos   | Juegos Olímpicos  | Juegos Olímpicos | Juegos Olímpicos   |
| Año                | Lugar             | Medalla          | Prueba             |
| ------------------ | ----------------- | ---------------- | ------------------ |
| 1936               | Berlín (Alemania) | Medalla de oro   | Cuatro sin timonel |
| Campeonato Europeo |                   |                  |                    |
| Año                | Lugar             | Medalla          | Prueba             |
| 1934               | Lucerna (Suiza)   | Medalla de oro   | Cuatro sin timonel |
| 1935               | Berlín (Alemania) | Medalla de oro   | Cuatro con timonel |
| 1938               | Milán (Italia)    | Medalla de oro   | Dos sin timonel    |